# North Antrim (circonscription de l'Assemblée d'Irlande du Nord)
Pour les articles homonymes, voir North Antrim.
North Antrim (irlandais : Aontroim Thuaidh, Ulster Scots: North Anthrim) est une circonscription de l'Assemblée d'Irlande du Nord.
Le siège a d'abord été utilisé pour une élection en Irlande du Nord uniquement pour l'Assemblée d'Irlande du Nord en 1973. Il partage généralement des limites avec la circonscription du Parlement britannique de North Antrim, mais les limites des deux circonscriptions étaient légèrement différentes de 1983 à 1986 car les limites de l'Assemblée n'avaient pas rattrapé les changements de limites parlementaires.
En 1996, les membres du Forum d'Irlande du Nord ont été élus dans les nouvelles circonscriptions parlementaires, mais le 51e Parlement du Royaume-Uni, élu en 1992 selon les limites des circonscriptions de 1983 à 1995, était toujours en session. Cependant, les limites de North Antrim n'ont pas été modifiées lors de la redistribution de 1996–1997.
Des membres ont ensuite été élus dans la circonscription à la Convention constitutionnelle de 1975, à l'Assemblée de 1982, au Forum de 1996 puis à l'Assemblée actuelle à partir de 1998.
Pour plus de détails sur l'histoire et les limites de la circonscription, voir North Antrim (circonscription du Parlement britannique).

## Membres
| Élection                   | MLA (parti)           | MLA (parti)                  | MLA (parti)           | MLA (parti)                  | MLA (parti)          | MLA (parti)           | MLA (parti)           | MLA (parti)                 | MLA (parti)                      | MLA (parti)          | MLA (parti)                      | MLA (parti)          | MLA (parti) | MLA (parti)       | MLA (parti) | MLA (parti)       |
| -------------------------- | --------------------- | ---------------------------- | --------------------- | ---------------------------- | -------------------- | --------------------- | --------------------- | --------------------------- | -------------------------------- | -------------------- | -------------------------------- | -------------------- | ----------- | ----------------- | ----------- | ----------------- |
| 1973                       |                       | John O'Hagan (SDLP)          |                       | Hugh Wilson (Alliance Party) | 7 sièges 1973–1982   | 7 sièges 1973–1982    |                       | William Craig (Vanguard)    |                                  | John Baxter (UUP)    |                                  | David McCarthy (UUP) |             | James Craig (DUP) |             | Ian Paisley (DUP) |
| Élection partielle de 1974 |                       | John O'Hagan (SDLP)          | Clifford Smyth (DUP)  | Hugh Wilson (Alliance Party) | 7 sièges 1973–1982   | 7 sièges 1973–1982    |                       | William Craig (Vanguard)    |                                  | John Baxter (UUP)    |                                  |                      |             | James Craig (DUP) |             | Ian Paisley (DUP) |
| 1975                       | John Turnley (SDLP)   | William Wright (Vanguard)    | Clifford Smyth (DUP)  | Hugh Wilson (Alliance Party) | 7 sièges 1973–1982   | 7 sièges 1973–1982    |                       | David Allen (Vanguard)      | Ken McFaul (DUP)                 |                      |                                  |                      |             |                   |             | Ian Paisley (DUP) |
| 1982                       | Sean Farren (SDLP)    | Seán Neeson (Alliance Party) |                       | Joe Gaston (UUP)             |                      | Roy Beggs (UUP)       |                       | Cecil Cousley (DUP)         | Jim Allister (DUP)               | Jack McKee (DUP)     |                                  |                      |             |                   |             | Ian Paisley (DUP) |
| 1996                       | Sean Farren (SDLP)    | 5 sièges 1996–1998           | 5 sièges 1996–1998    | Joe Gaston (UUP)             | Robert Coulter (UUP) | 5 sièges 1996–1998    | 5 sièges 1996–1998    | 5 sièges 1996–1998          | 5 sièges 1996–1998               | Ian Paisley Jr (DUP) |                                  |                      |             |                   |             | Ian Paisley (DUP) |
| 1998                       | Sean Farren (SDLP)    | 6 sièges 1998–2017           | 6 sièges 1998–2017    | James Leslie (UUP)           | Robert Coulter (UUP) | 6 sièges 1998–2017    | 6 sièges 1998–2017    |                             | Gardiner Kane (DUP)              | Ian Paisley Jr (DUP) |                                  |                      |             |                   |             | Ian Paisley (DUP) |
| 2003                       | Sean Farren (SDLP)    | 6 sièges 1998–2017           | 6 sièges 1998–2017    |                              | Robert Coulter (UUP) | 6 sièges 1998–2017    | 6 sièges 1998–2017    | Philip McGuigan (Sinn Féin) | Mervyn Storey (DUP)              | Ian Paisley Jr (DUP) |                                  |                      |             |                   |             | Ian Paisley (DUP) |
| 2007                       | Declan O'Loan (SDLP)  | 6 sièges 1998–2017           | 6 sièges 1998–2017    | Daithí McKay (Sinn Féin)     | Robert Coulter (UUP) | 6 sièges 1998–2017    | 6 sièges 1998–2017    |                             | Mervyn Storey (DUP)              | Ian Paisley Jr (DUP) |                                  |                      |             |                   |             | Ian Paisley (DUP) |
| Juin 2010 co-option        | Declan O'Loan (SDLP)  | 6 sièges 1998–2017           | 6 sièges 1998–2017    | Daithí McKay (Sinn Féin)     | Robert Coulter (UUP) | 6 sièges 1998–2017    | 6 sièges 1998–2017    | Paul Frew (DUP)             | Mervyn Storey (DUP)              |                      |                                  |                      |             |                   |             | Ian Paisley (DUP) |
| 2011                       |                       | 6 sièges 1998–2017           | 6 sièges 1998–2017    | Daithí McKay (Sinn Féin)     | Jim Allister (TUV)   | 6 sièges 1998–2017    | 6 sièges 1998–2017    | Paul Frew (DUP)             | Mervyn Storey (DUP)              | Robin Swann (UUP)    | David McIlveen (DUP)             |                      |             |                   |             |                   |
| 2016                       | Phillip Logan (DUP)   | 6 sièges 1998–2017           | 6 sièges 1998–2017    | Daithí McKay (Sinn Féin)     | Jim Allister (TUV)   | 6 sièges 1998–2017    | 6 sièges 1998–2017    | Paul Frew (DUP)             | Mervyn Storey (DUP)              | Robin Swann (UUP)    |                                  |                      |             |                   |             |                   |
| Aout 2016 co-option        | Phillip Logan (DUP)   | 6 sièges 1998–2017           | 6 sièges 1998–2017    | Philip McGuigan (Sinn Féin)  | Jim Allister (TUV)   | 6 sièges 1998–2017    | 6 sièges 1998–2017    | Paul Frew (DUP)             | Mervyn Storey (DUP)              | Robin Swann (UUP)    |                                  |                      |             |                   |             |                   |
| 2017                       | 5 sièges 2017–présent | 5 sièges 2017–présent        | 5 sièges 2017–présent | 5 sièges 2017–présent        | Jim Allister (TUV)   | 5 sièges 2017–présent | 5 sièges 2017–présent | Paul Frew (DUP)             | Mervyn Storey (DUP)              | Robin Swann (UUP)    |                                  |                      |             |                   |             |                   |
| 2022                       | 5 sièges 2017–présent | 5 sièges 2017–présent        | 5 sièges 2017–présent | 5 sièges 2017–présent        | Jim Allister (TUV)   | 5 sièges 2017–présent | 5 sièges 2017–présent | Paul Frew (DUP)             |                                  | Robin Swann (UUP)    | Patricia O'Lynn (Alliance Party) |                      |             |                   |             |                   |
| Avril 2023 co-option       | 5 sièges 2017–présent | 5 sièges 2017–présent        | 5 sièges 2017–présent | 5 sièges 2017–présent        | Jim Allister (TUV)   | 5 sièges 2017–présent | 5 sièges 2017–présent | Paul Frew (DUP)             | Sian Mulholland (Alliance Party) | Robin Swann (UUP)    |                                  |                      |             |                   |             |                   |

Note: Les colonnes de ce tableau sont utilisées uniquement à des fins de présentation et aucune importance ne doit être attachée à l'ordre des colonnes. Pour plus de détails sur l'ordre dans lequel les sièges ont été remportés à chaque élection, voir les résultats détaillés de cette élection.

## Élections

### Assemblée d'Irlande du Nord

#### 2022
| Parti | Parti           | Candidat          | %      | Comptage | Comptage | Comptage | Comptage | Comptage | Comptage |
| Parti | Parti           | Candidat          | %      | 1        | 2        | 3        | 4        | 5        | 6        |
| --- | --------------- | ----------------- | ------ | -------- | -------- | -------- | -------- | -------- | -------- |
| | Ulster Unionist | Robin Swann       | 18.83% | 9,530    |          |          |          |          |          |
| | Sinn Féin       | Philip McGuigan   | 18.47% | 9,348    |          |          |          |          |          |
| | TUV             | Jim Allister      | 16.36% | 8,282    | 8,412    | 8,425    | 8,427    | 8,626    |          |
| | DUP             | Paul Frew         | 12.33% | 6,242    | 6,322    | 6,334    | 6,335    | 6,559    | 8,099    |
| | Alliance        | Patricia O'Lynn   | 9.50%  | 4,810    | 4,908    | 5,155    | 5,432    | 5,797    | 8,023    |
| | DUP             | Mervyn Storey     | 13.33% | 6,747    | 6,840    | 6,850    | 6,853    | 7,086    | 7,735    |
| | TUV             | Matthew Armstrong | 4.90%  | 2,481    | 2,501    | 2,504    | 2,504    | 2,726    |          |
| | SDLP            | Eugene Reid       | 3.79%  | 1,919    | 1,940    | 1,998    | 2,615    | 2,662    |          |
| | Ulster Unionist | Bethany Ferris    | 1.69%  | 856      | 1,439    | 1,465    | 1,468    |          |          |
| | Green (NI)      | Paul Veronica     | 0.68%  | 343      | 350      |          |          |          |          |
| | Indépendant     | Laird Shingleton  | 0.13%  | 66       | 69       |          |          |          |          |
| Électorat : 81,935 Valide : 50,624 (61.79%) Non valide : 596 Quota : 8,438 Participation : 51,220 (62.51%) |                 |                   |        |          |          |          |          |          |          |

#### 2017
| Parti | Parti                  | Candidat        | %      | Comptage | Comptage | Comptage | Comptage | Comptage | Comptage | Comptage |
| Parti | Parti                  | Candidat        | %      | 1        | 2        | 3        | 4        | 5        | 6        | 7        |
| --- | ---------------------- | --------------- | ------ | -------- | -------- | -------- | -------- | -------- | -------- | -------- |
| | Sinn Féin              | Philip McGuigan | 15.80% | 7,600    | 7,601    | 7,729    | 7,769    | 7,960    | 9,780    |          |
| | Ulster Unionist        | Robin Swann     | 12.52% | 6,022    | 6,032    | 6,049    | 6,127    | 6,966    | 8,413    |          |
| | TUV                    | Jim Allister    | 12.92% | 6,214    | 6,215    | 6,229    | 7,564    | 7,679    | 7,834    | 7,989    |
| | DUP                    | Paul Frew       | 14.50% | 6,975    | 6,977    | 6,984    | 7,055    | 7,135    | 7,199    | 7,231    |
| | DUP                    | Mervyn Storey   | 14.26% | 6,857    | 6,863    | 6,868    | 6,896    | 6,965    | 7,013    | 7,066    |
| | DUP                    | Phillip Logan   | 11.87% | 5,708    | 5,709    | 5,711    | 5,776    | 5,810    | 5,840    | 5,860    |
| | SDLP                   | Connor Duncan   | 7.32%  | 3,519    | 3,527    | 3,665    | 3,759    | 4,992    |          |          |
| | Alliance               | Patricia O'Lynn | 5.44%  | 2,616    | 2,655    | 2,721    | 3,030    |          |          |          |
| | TUV                    | Timothy Gaston  | 3.13%  | 1,505    | 1,506    | 1,509    |          |          |          |          |
| | Green (NI)             | Mark Bailey     | 1.10%  | 530      | 547      | 580      |          |          |          |          |
| | Independent Republican | Monica Digney   | 0.90%  | 435      | 454      |          |          |          |          |          |
| | Indépendant            | Adam McBride    | 0.23%  | 113      |          |          |          |          |          |          |
| Électorat : 76,739 Valide : 48,094 (62.67%) Non valide : 424 Quota : 8,016 Participation : 48,518 (63.22%) |                        |                 |        |          |          |          |          |          |          |          |

#### 2016
| Parti | Parti            | Candidat          | %      | Comptage | Comptage | Comptage | Comptage | Comptage | Comptage | Comptage | Comptage | Comptage | Comptage |
| Parti | Parti            | Candidat          | %      | 1        | 2        | 3        | 4        | 5        | 6        | 7        | 8        | 9        | 10       |
| --- | ---------------- | ----------------- | ------ | -------- | -------- | -------- | -------- | -------- | -------- | -------- | -------- | -------- | -------- |
| | TUV              | Jim Allister      | 13.17% | 5,399    | 5,410    | 5,427    | 5,458    | 5,788    | 5,841    | 7,600    |          |          |          |
| | DUP              | Paul Frew         | 13.24% | 5,429    | 5,435    | 5,449    | 5,463    | 5,654    | 5,717    | 5,822    | 6,095    |          |          |
| | DUP              | Mervyn Storey     | 13.13% | 5,382    | 5,395    | 5,403    | 5,428    | 5,481    | 5,566    | 5,592    | 5,710    | 8,443    |          |
| | DUP              | Phillip Logan     | 8.87%  | 3,635    | 3,642    | 3,651    | 3,672    | 3,724    | 3,759    | 3,834    | 4,131    | 4,724    | 7,165    |
| | Ulster Unionist  | Robin Swann       | 8.74%  | 3,585    | 3,619    | 3,644    | 4,306    | 4,423    | 4,776    | 4,841    | 5,217    | 5,420    | 5,545    |
| | Sinn Féin        | Daithí McKay      | 12.92% | 5,297    | 5,302    | 5,350    | 5,353    | 5,374    | 5,459    | 5,462    | 5,466    | 5,473    | 5,474    |
| | SDLP             | Connor Duncan     | 7.54%  | 3,093    | 3,146    | 3,245    | 3,247    | 3,276    | 3,851    | 3,857    | 3,864    | 3,879    | 3,887    |
| | DUP              | David McIlveen    | 7.83%  | 3,209    | 3,212    | 3,213    | 3,230    | 3,256    | 3,273    | 3,322    | 3,604    |          |          |
| | TUV              | Timothy Gaston    | 4.77%  | 1,955    | 1,959    | 1,965    | 1,991    | 2,104    | 2,123    |          |          |          |          |
| | Alliance         | Stephen McFarland | 3.21%  | 1,318    | 1,397    | 1,658    | 1,671    | 1,718    |          |          |          |          |          |
| | UKIP             | Donna Anderson    | 2.51%  | 1,027    | 1,042    | 1,064    | 1,070    |          |          |          |          |          |          |
| | Ulster Unionist  | Andrew Wright     | 2.00%  | 821      | 826      | 831      |          |          |          |          |          |          |          |
| | Green (NI)       | Jennifer Breslin  | 1.25%  | 513      | 593      |          |          |          |          |          |          |          |          |
| | NI Labour        | Kathryn Johnston  | 0.59%  | 243      |          |          |          |          |          |          |          |          |          |
| | NI Conservatives | James Simpson     | 0.22%  | 92       |          |          |          |          |          |          |          |          |          |
| Électorat : 78,337 Valide : 40,998 (52.34%) Non valide : 466 Quota : 5,857 Participation : 41,464 (52.93%) |                  |                   |        |          |          |          |          |          |          |          |          |          |          |

#### 2011
| Parti | Parti           | Candidat         | %      | Comptage | Comptage | Comptage | Comptage | Comptage | Comptage | Comptage | Comptage | Comptage |
| Parti | Parti           | Candidat         | %      | 1        | 2        | 3        | 4        | 5        | 6        | 7        | 8        | 9        |
| --- | --------------- | ---------------- | ------ | -------- | -------- | -------- | -------- | -------- | -------- | -------- | -------- | -------- |
| | DUP             | Paul Frew        | 16.32% | 6,581    |          |          |          |          |          |          |          |          |
| | Sinn Féin       | Daithí McKay     | 15.26% | 6,152    |          |          |          |          |          |          |          |          |
| | DUP             | Mervyn Storey    | 15.09% | 6,083    |          |          |          |          |          |          |          |          |
| | DUP             | David McIlveen   | 8.12%  | 3,275    | 3,825.56 | 3,831.8  | 3,832.84 | 3,941.04 | 3,973.79 | 4,062.54 | 6,593.54 |          |
| | Ulster Unionist | Robin Swann      | 6.25%  | 2,518    | 2,547.4  | 2,565.64 | 2,566.2  | 2,828.76 | 2,839.81 | 4,577.99 | 4,991.22 | 5,556.6  |
| | TUV             | Jim Allister     | 10.07% | 4,061    | 4,092.68 | 4,655.92 | 4,656.96 | 4,744.6  | 4,759.35 | 4,963    | 5,189.42 | 5,429.99 |
| | SDLP            | Declan O'Loan    | 9.13%  | 3,682    | 3,688.84 | 3,688.96 | 4,035.92 | 4,639.04 | 4,641.34 | 4,745.27 | 4,797.74 | 4,816.37 |
| | DUP             | Evelyne Robinson | 8.08%  | 3,256    | 3,380.68 | 3,404.52 | 3,406.28 | 3,539.4  | 3,754.45 | 3,989.68 |          |          |
| | Ulster Unionist | Bill Kennedy     | 5.43%  | 2,189    | 2,206.52 | 2,236.64 | 2,240.72 | 2,563.96 | 2,583.16 |          |          |          |
| | Alliance        | Jayne Dunlop     | 4.58%  | 1,848    | 1,859.76 | 1,867.88 | 1,882.52 |          |          |          |          |          |
| | TUV             | Audrey Patterson | 1.66%  | 668      | 670.4    |          |          |          |          |          |          |          |
| Électorat : 74,760 Valide : 40,313 (53.92%) Non valide : 670 Quota : 5,760 Participation : 40,983 (54.82%) |                 |                  |        |          |          |          |          |          |          |          |          |          |

#### 2007
| Parti | Parti                  | Candidat        | %      | Comptage | Comptage | Comptage | Comptage | Comptage | Comptage | Comptage | Comptage | Comptage | Comptage |
| Parti | Parti                  | Candidat        | %      | 1        | 2        | 3        | 4        | 5        | 6        | 7        | 8        | 9        | 10       |
| --- | ---------------------- | --------------- | ------ | -------- | -------- | -------- | -------- | -------- | -------- | -------- | -------- | -------- | -------- |
| | DUP                    | Ian Paisley     | 17.41% | 7,716    |          |          |          |          |          |          |          |          |          |
| | Sinn Féin              | Daithí McKay    | 15.94% | 7,065    |          |          |          |          |          |          |          |          |          |
| | DUP                    | Ian Paisley Jr  | 13.77% | 6,106    | 7,264.04 |          |          |          |          |          |          |          |          |
| | Ulster Unionist        | Robert Coulter  | 11.38% | 5,047    | 5,065.87 | 5,088.36 | 5,090.45 | 5,133.6  | 5,542.66 | 6,578.66 |          |          |          |
| | DUP                    | Mervyn Storey   | 11.66% | 5,171    | 5,251.24 | 5,946.87 | 5,947.2  | 6,023.9  | 6,070.76 | 6,186.83 | 6,923.83 |          |          |
| | SDLP                   | Declan O'Loan   | 7.40%  | 3,281    | 3,282.36 | 3,282.62 | 3,583.36 | 3,755.17 | 3,955.91 | 4,001.13 | 4,060.82 | 4,071.82 | 6,498.23 |
| | DUP                    | Deirdre Nelson  | 6.18%  | 2,740    | 2,762.95 | 2,891.78 | 2,894.42 | 2,953.2  | 2,987.04 | 3,042.71 | 3,534.8  | 4,044.8  | 4,091.99 |
| | SDLP                   | Orla Black      | 4.80%  | 2,129    | 2,130.02 | 2,130.8  | 2,411.19 | 2,536.83 | 2,764.85 | 2,803.26 | 2,838.63 | 2,844.63 |          |
| | UK Unionist Party      | Lyle Cubitt     | 4.17%  | 1,848    | 1,858.54 | 1,874.53 | 1,874.64 | 1,971.35 | 2,052.11 | 2,148.85 |          |          |          |
| | Ulster Unionist        | Robin Swann     | 2.89%  | 1,281    | 1,289.67 | 1,298.25 | 1,298.69 | 1,311.8  | 1,466.24 |          |          |          |          |
| | Alliance               | Jayne Dunlop    | 2.83%  | 1,254    | 1,255.19 | 1,257.40 | 1,267.74 | 1,298.25 |          |          |          |          |          |
| | Independent Republican | Paul McGlinchey | 0.86%  | 383      | 383      | 383      | 482.44   |          |          |          |          |          |          |
| | Indépendant            | James Gregg     | 0.70%  | 310      | 313.23   | 319.21   | 320.09   |          |          |          |          |          |          |
| Électorat : 72,814 Valide : 44,331 (60.88%) Non valide : 324 Quota : 6,334 Participation : 44,655 (61.33%) |                        |                 |        |          |          |          |          |          |          |          |          |          |          |

#### 2003
| Parti | Parti             | Candidat        | %      | Comptage | Comptage | Comptage | Comptage | Comptage | Comptage | Comptage | Comptage | Comptage |
| Parti | Parti             | Candidat        | %      | 1        | 2        | 3        | 4        | 5        | 6        | 7        | 8        | 9        |
| --- | ----------------- | --------------- | ------ | -------- | -------- | -------- | -------- | -------- | -------- | -------- | -------- | -------- |
| | DUP               | Ian Paisley     | 19.80% | 8,732    |          |          |          |          |          |          |          |          |
| | DUP               | Ian Paisley Jr  | 17.91% | 7,898    |          |          |          |          |          |          |          |          |
| | Ulster Unionist   | Robert Coulter  | 14.48% | 6,385    |          |          |          |          |          |          |          |          |
| | DUP               | Mervyn Storey   | 8.17%  | 3,605    | 5,787.6  | 7,152.2  |          |          |          |          |          |          |
| | Sinn Féin         | Philip McGuigan | 14.05% | 6,195    | 6,195    | 6,195.2  | 6,195.2  | 6,198.2  | 6,198.26 | 6,199.46 | 6,207.94 | 6,496.94 |
| | SDLP              | Sean Farren     | 8.27%  | 3,648    | 3,649.68 | 3,652.08 | 3,654.88 | 3,666.28 | 3,666.61 | 3,689.6  | 3,920.82 | 5,980.43 |
| | Ulster Unionist   | James Currie    | 7.15%  | 3,153    | 3,247.08 | 3,320.68 | 3,598.68 | 3,676.36 | 3,735.98 | 4,041.24 | 4,975.04 | 5,049.97 |
| | SDLP              | Declan O'Loan   | 5.35%  | 2,361    | 2,362.68 | 2,363.68 | 2,365.08 | 2,374.36 | 2,374.48 | 2,381.69 | 2,515.36 |          |
| | UK Unionist Party | Nathaniel Small | 0.91%  | 402      | 444      | 505      | 779.4    | 824.96   | 825.6    | 997.2    |          |          |
| | Alliance          | Jayne Dunlop    | 1.97%  | 867      | 873.44   | 883.64   | 896.64   | 914.4    | 915.2    | 953.14   |          |          |
| | Indépendant       | Gardiner Kane   | 1.41%  | 623      | 677.6    | 703.2    | 788.2    | 819.88   | 820.74   |          |          |          |
| | PUP               | Billy McCaughey | 0.52%  | 230      | 244.84   | 254.04   | 297.64   |          |          |          |          |          |
| Électorat : 70,489 Valide : 44,099 (62.56%) Non valide : 533 Quota : 6,300 Participation : 44,632 (63.32%) |                   |                 |        |          |          |          |          |          |          |          |          |          |

#### 1998
| Parti | Parti                   | Candidat           | %      | Comptage | Comptage | Comptage | Comptage | Comptage | Comptage | Comptage | Comptage | Comptage | Comptage | Comptage | Comptage |
| Parti | Parti                   | Candidat           | %      | 1        | 2        | 3        | 4        | 5        | 6        | 7        | 8        | 9        | 10       | 11       | 12       |
| --- | ----------------------- | ------------------ | ------ | -------- | -------- | -------- | -------- | -------- | -------- | -------- | -------- | -------- | -------- | -------- | -------- |
| | DUP                     | Ian Paisley        | 21.31% | 10,590   |          |          |          |          |          |          |          |          |          |          |          |
| | DUP                     | Ian Paisley Jr     | 8.97%  | 4,459    | 7,551.1  |          |          |          |          |          |          |          |          |          |          |
| | SDLP                    | Sean Farren        | 12.94% | 6,433    | 6,433.99 | 6,434.23 | 6,479.23 | 6,662.27 | 8,300.27 |          |          |          |          |          |          |
| | Ulster Unionist         | Robert Coulter     | 10.88% | 5,407    | 5,440.99 | 5,451.27 | 5,501.82 | 5,636.24 | 5,644.24 | 5,660.39 | 6,760.58 | 6,797.98 | 7,832.98 |          |          |
| | Ulster Unionist         | James Leslie       | 6.96%  | 3,458    | 3,480.11 | 3,486.95 | 3,509.55 | 3,702.17 | 3,713.50 | 3,733.05 | 4,465.62 | 4,473.87 | 5,335.74 | 5,991.09 | 7,580.09 |
| | DUP                     | Gardiner Kane      | 7.32%  | 3,638    | 3,776.93 | 4,053.73 | 4,107.23 | 4,242.28 | 4,247.69 | 4,249.39 | 4,285.12 | 4,290.16 | 4,327.91 | 4,344.06 | 5,818.1  |
| | Sinn Féin               | James McCarry      | 4.07%  | 2,024    | 2,024    | 2,024.24 | 2,044.28 | 2,200.28 | 2,379.28 | 2,815.33 | 2,837.28 | 4,892.88 | 5,135.68 | 5,144.18 | 5,153.98 |
| | Independent Unionist    | William Wright     | 6.63%  | 3,297    | 3,415.8  | 3,461    | 3,515.22 | 3,730.24 | 3,731.28 | 3,733.83 | 3,791.25 | 3,792.95 | 3,955.6  | 4,002.35 |          |
| | Alliance                | Jayne Dunlop       | 4.59%  | 2,282    | 2,285.63 | 2,287.19 | 2,331.92 | 2,456.03 | 2,523.03 | 2,870.68 | 3,031.6  | 3,146.7  |          |          |          |
| | Sinn Féin               | Joe Cahill         | 4.07%  | 2,021    | 2,021    | 2,021.04 | 2,025.04 | 2,079.04 | 2,157.04 | 2,488.54 | 2,496.24 |          |          |          |          |
| | Ulster Unionist         | Patricia Campbell  | 4.42%  | 2,199    | 2,207.58 | 2,210.78 | 2,226.56 | 2,350.95 | 2,361.95 | 2,401.9  |          |          |          |          |          |
| | SDLP                    | Malachy McCamphill | 3.99%  | 1,982    | 1,982.99 | 1,983.27 | 2,002.31 | 2,075.31 |          |          |          |          |          |          |          |
| | PUP                     | Richard Rodgers    | 1.29%  | 641      | 648.59   | 653.15   | 666.49   |          |          |          |          |          |          |          |          |
| | Independent Republican  | Oliver McMullan    | 0.96%  | 478      | 478.33   | 478.49   | 502.49   |          |          |          |          |          |          |          |          |
| | Ulster Democratic Party | Maurice McAllister | 0.80%  | 400      | 414.85   | 419.85   | 422.08   |          |          |          |          |          |          |          |          |
| | Indépendant             | Chris McCaughan    | 0.39%  | 194      | 195.32   | 195.84   |          |          |          |          |          |          |          |          |          |
| | Natural Law             | John Wright        | 0.31%  | 156      | 171.51   | 179.03   |          |          |          |          |          |          |          |          |          |
| | Indépendant             | Thomas Palmer      | 0.08%  | 38       | 39.98    | 44.06    |          |          |          |          |          |          |          |          |          |
| Électorat : 73,247 Valide : 49,697 (67.85%) Non valide : 864 Quota : 7,100 Participation : 50,561 (69.03%) |                         |                    |        |          |          |          |          |          |          |          |          |          |          |          |          |

### 1996 forum
Les candidats retenus sont indiqués en gras.
| Parti | Parti                  | Candidat(s)                                                               | Votes  | Pourcentage |
| ----- | ---------------------- | ------------------------------------------------------------------------- | ------ | ----------- |
|       | DUP                    | Ian Paisley Ian Paisley Jr Gardiner Kane Samuel McConaghie Maurice Mills  | 16,448 | 37.0        |
|       | UUP                    | Robert Coulter Joe Gaston William Wright James Leslie James Simpson       | 11,195 | 25.2        |
|       | SDLP                   | Sean Farren Dick Kerr Patrick McAvoy Malachy McCamphill Malachy McSparran | 7,185  | 16.1        |
|       | Sinn Féin              | James McCarry Christine McAuley                                           | 2,579  | 5.8         |
|       | Alliance               | David Alderdice Gareth Williams                                           | 2,518  | 5.6         |
|       | UK Unionist            | Harry Gordon Laura Lyle                                                   | 1,185  | 2.7         |
|       | Ulster Democratic      | Kenneth Blair Winston McConnell                                           | 768    | 1.7         |
|       | Independent McMullan   | Oliver McMullan John Robb                                                 | 670    | 1.5         |
|       | PUP                    | Mervyn Craig Alan Elder                                                   | 665    | 1.5         |
|       | NI Women's Coalition   | Teresa Godfrey Irene Leacock Carol Nevin                                  | 272    | 0.6         |
|       | NI Conservatives       | Elizabeth Armstrong Mary Noble                                            | 259    | 0.6         |
|       | Labour coalition       | Robert Margrain Benjamin Adams Mark McKavanagh Niall Mulholland           | 187    | 0.4         |
|       | Ulster Independence    | Agnes McLeister Ivan McLaughlan                                           | 167    | 0.5         |
|       | Green (NI)             | Maria McAllister Graham Gingles Roger Frew                                | 150    | 0.4         |
|       | Democratic Partnership | Christopher McCaughan Paul Cunningham                                     | 114    | 0.3         |
|       | Workers' Party         | Rosemary McBride Pat Scullion                                             | 60     | 0.1         |
|       | Democratic Left        | Alan Darnbrook Colm McGinn                                                | 40     | 0.1         |
|       | Natural Law            | Francis Chalmers John Wright                                              | 14     | 0.0         |
|       | Independent Chambers   | Ryan Hay Jean Arbuthnot                                                   | 13     | 0.0         |

### 1982
| Parti | Parti                | Candidat         | %      | Comptage | Comptage | Comptage | Comptage | Comptage | Comptage | Comptage | Comptage | Comptage | Comptage | Comptage |
| Parti | Parti                | Candidat         | %      | 1        | 2        | 3        | 4        | 5        | 6        | 7        | 8        | 9        | 10       | 11       |
| --- | -------------------- | ---------------- | ------ | -------- | -------- | -------- | -------- | -------- | -------- | -------- | -------- | -------- | -------- | -------- |
| | DUP                  | Ian Paisley      | 15.75% | 9,231    |          |          |          |          |          |          |          |          |          |          |
| | DUP                  | Jim Allister     | 9.96%  | 5,835    | 7,113.61 |          |          |          |          |          |          |          |          |          |
| | Ulster Unionist      | Joe Gaston       | 9.99%  | 5,856    | 5,996.36 | 6,257.05 | 6,272.78 | 6,295.62 | 7,668.62 |          |          |          |          |          |
| | SDLP                 | Sean Farren      | 8.54%  | 5,006    | 5,007.16 | 5,050.45 | 5,050.58 | 5,141.87 | 5,145.87 | 5,145.87 | 8,174.87 |          |          |          |
| | Alliance             | Seán Neeson      | 5.56%  | 3,258    | 3,273.37 | 3,384.24 | 3,385.41 | 5,279.12 | 5,310.7  | 5,331.17 | 5,505.33 | 6,830.33 |          |          |
| | DUP                  | Jack McKee       | 7.70%  | 4,515    | 4,857.49 | 4,922.29 | 5,295    | 5,306.29 | 5,324.26 | 5,332.27 | 5,343.85 | 5,344.85 | 7,871.85 |          |
| | Ulster Unionist      | Roy Beggs        | 8.34%  | 4,885    | 4,977.8  | 5,074.86 | 5,086.95 | 5,179.66 | 5,762.69 | 6,480.03 | 6,489.03 | 6,498.03 | 6,586.03 |          |
| | DUP                  | Cecil Cousley    | 7.05%  | 4,133    | 4,543.64 | 4,675.59 | 4,778.42 | 4,786.42 | 4,974.41 | 5,032.26 | 5,040.26 | 5,048.26 | 5,539.78 | 6,835.06 |
| | Ulster Unionist      | Charles Brown    | 6.15%  | 3,606    | 3,641.38 | 3,698.15 | 3,703.09 | 3,758.22 | 4,226.89 | 4,563.31 | 4,564.31 | 4,573.31 | 4,815.55 | 4,864.83 |
| | DUP                  | Ken McFaul       | 5.38%  | 3,153    | 3,340.05 | 3,385.85 | 3,440.58 | 3,447.87 | 3,473.74 | 3,480.86 | 3,486.86 | 3,492.86 |          |          |
| | SDLP                 | Michael O'Cleary | 5.67%  | 3,321    | 3,323.61 | 3,356.61 | 3,356.61 | 3,373.61 | 3,373.61 | 3,373.61 |          |          |          |          |
| | Ulster Unionist      | David Burnside   | 4.34%  | 2,542    | 2,591.01 | 2,719.39 | 2,724.46 | 2,756.46 |          |          |          |          |          |          |
| | Alliance             | Thomas Benson    | 3.70%  | 2,170    | 2,174.93 | 2,259.93 | 2,260.84 |          |          |          |          |          |          |          |
| | UUUP                 | Robert Glass     | 0.76%  | 444      | 486.34   |          |          |          |          |          |          |          |          |          |
| | Independent Unionist | Price McConaghy  | 0.61%  | 357      | 380.2    |          |          |          |          |          |          |          |          |          |
| | Ecology Party        | Malcolm Samuel   | 0.50%  | 295      | 297      |          |          |          |          |          |          |          |          |          |
| Électorat : 104,683 Valide : 58,607 (55.99%) Non valide : 1,543 Quota : 6,512 Participation : 60,150 (57.46%) |                      |                  |        |          |          |          |          |          |          |          |          |          |          |          |

### 1975 Convention constitutionnelle
| Parti | Parti             | Candidat         | %      | Comptage | Comptage | Comptage | Comptage | Comptage | Comptage | Comptage | Comptage | Comptage | Comptage | Comptage | Comptage |
| Parti | Parti             | Candidat         | %      | 1        | 2        | 3        | 4        | 5        | 6        | 7        | 8        | 9        | 10       | 11       | 12       |
| --- | ----------------- | ---------------- | ------ | -------- | -------- | -------- | -------- | -------- | -------- | -------- | -------- | -------- | -------- | -------- | -------- |
| | DUP               | Ian Paisley      | 31.08% | 19,335   |          |          |          |          |          |          |          |          |          |          |          |
| | DUP               | Ken McFaul       | 12.31% | 7,658    | 11,454.2 |          |          |          |          |          |          |          |          |          |          |
| | DUP               | Clifford Smyth   | 9.33%  | 5,806    | 10,640.8 |          |          |          |          |          |          |          |          |          |          |
| | Alliance          | Hugh Wilson      | 7.39%  | 4,601    | 4,691.6  | 4,720.4  | 4,757.06 | 5,764.62 | 5,964.79 | 6,007.79 | 6,098.9  | 8,243.9  |          |          |          |
| | SDLP              | John Turnley     | 7.86%  | 4,888    | 4,901.8  | 4,909.6  | 4,913.11 | 5,030.31 | 5,032.31 | 5,967.11 | 5,985.48 | 6,012.08 | 9,240.08 |          |          |
| | Vanguard          | William Wright   | 4.44%  | 2,761    | 3,469    | 5,030.8  | 6,081.85 | 6,087.85 | 6,121.79 | 6,126.77 | 6,721.76 | 6,946.98 | 6,970.18 | 7,001.18 | 7,096.04 |
| | Vanguard          | David Allen      | 3.65%  | 2,268    | 3,044.4  | 4,017.6  | 4,964.52 | 4,978.48 | 5,032.54 | 5,038.91 | 5,416.52 | 5,939.96 | 5,972.35 | 6,016.35 | 6,113.69 |
| | Ulster Unionist   | Adam Erwin       | 2.81%  | 1,751    | 2,141.6  | 2,654    | 3,087.29 | 3,099.87 | 3,153.36 | 3,156.96 | 4,712.67 | 5,669.62 | 5,722.81 | 5,794.81 | 6,066.37 |
| | SDLP              | Denis Haughey    | 5.42%  | 3,371    | 3,375.2  | 3,378.8  | 3,379.58 | 3,434.17 | 3,439.37 | 4,781.17 | 4,786.97 | 4,817.57 |          |          |          |
| | Unionist Party NI | Iris Agnew       | 5.04%  | 3,138    | 3,256.8  | 3,309.6  | 3,370.83 | 3,398.61 | 4,459.48 | 4,464.08 | 4,593.92 |          |          |          |          |
| | Ulster Unionist   | William Rainey   | 2.55%  | 1,587    | 2,204.4  | 2,540.4  | 2,825.49 | 2,838.07 | 2,935.82 | 2,940.42 |          |          |          |          |          |
| | SDLP              | James McClements | 3.73%  | 2,318    | 2,324    | 2,326.4  | 2,328.74 | 2,375.13 | 2,376.73 |          |          |          |          |          |          |
| | Unionist Party NI | Samuel Murphy    | 2.29%  | 1,425    | 1,497.6  | 1,528.2  | 1,553.94 | 1,580.93 |          |          |          |          |          |          |          |
| | Alliance          | Maurice McHenry  | 2.11%  | 1,311    | 1,338    | 1,348.2  | 1,356.78 |          |          |          |          |          |          |          |          |
| Électorat : 103,469 Valide : 62,218 (60.13%) Non valide : 866 Quota : 7,778 Participation : 63,084 (60.97%) |                   |                  |        |          |          |          |          |          |          |          |          |          |          |          |          |

### Élection partielle de 1974 à l'élection de l'Assemblée de 1973
| Parti                                                                                            | Parti           | Candidat       | %    | Comptage |
| Parti                                                                                            | Parti           | Candidat       | %    | 1        |
| ------------------------------------------------------------------------------------------------ | --------------- | -------------- | ---- | -------- |
|                                                                                                  | DUP             | Clifford Smyth | 61.8 | 29,739   |
|                                                                                                  | SDLP            | John Turnley   | 21.6 | 10,421   |
|                                                                                                  | Ulster Unionist | Iris Agnew     | 11.5 | 5,546    |
|                                                                                                  | Alliance        | Jack Fawcett   | 5.0  | 2,430    |
| Électorat : 104,168 Valide : 48,136 Non valide : 0 Quota : 24,069 Participation : 48,136 (46.7%) |                 |                |      |          |

### 1973
| Parti | Parti           | Candidat       | %      | Comptage | Comptage  | Comptage | Comptage | Comptage | Comptage | Comptage | Comptage | Comptage | Comptage | Comptage | Comptage  | Comptage | Comptage  | Comptage |
| Parti | Parti           | Candidat       | %      | 1        | 2         | 3        | 4        | 5        | 6        | 7        | 8        | 9        | 10       | 11       | 12        | 13       | 14        | 15       |
| --- | --------------- | -------------- | ------ | -------- | --------- | -------- | -------- | -------- | -------- | -------- | -------- | -------- | -------- | -------- | --------- | -------- | --------- | -------- |
| | DUP             | Ian Paisley    | 20.43% | 14,553   |           |          |          |          |          |          |          |          |          |          |           |          |           |          |
| | Ulster Unionist | John Baxter    | 12.64% | 9,009    |           |          |          |          |          |          |          |          |          |          |           |          |           |          |
| | Vanguard        | William Craig  | 11.98% | 8,538    | 10,025.07 |          |          |          |          |          |          |          |          |          |           |          |           |          |
| | SDLP            | John O'Hagan   | 8.71%  | 6,204    | 6,209.07  | 6,209.65 | 6,217.65 | 6,217.71 | 6,217.71 | 6,549.81 | 6,714.4  | 6,715.42 | 6,826.59 | 6,827.59 | 11,100.59 |          |           |          |
| | Alliance        | Hugh Wilson    | 4.04%  | 2,876    | 2,896.28  | 2,900.34 | 2,914.34 | 2,915.65 | 2,931.26 | 3,252.11 | 4,122.84 | 4,132.58 | 6,431.23 | 6,593.65 | 6,938.76  | 8,666.76 |           |          |
| | Ulster Unionist | David McCarthy | 7.19%  | 5,125    | 5,269.69  | 5,322.18 | 5,330.96 | 5,384.27 | 5,401.75 | 5,450.66 | 5,462.32 | 5,553.9  | 5,617.61 | 6,930.92 | 6,936.31  | 6,946.31 | 11,704.31 |          |
| | DUP             | James Craig    | 5.43%  | 3,871    | 5,117.83  | 5,415.08 | 5,419.83 | 5,421.58 | 5,532.83 | 5,548.3  | 5,562.09 | 6,537.82 | 6,553.08 | 6,772.11 | 6,774.5   | 6,776.5  | 7,082.15  | 7,829.15 |
| | DUP             | Clifford Smyth | 3.61%  | 2,572    | 4,749.76  | 5,087.9  | 5,090.87 | 5,092.72 | 5,296.62 | 5,320.43 | 5,332.07 | 6,008.13 | 6,022.89 | 6,117.67 | 6,118.68  | 6,121.68 | 6,334.63  | 6,828.63 |
| | Ulster Unionist | Trevor Strain  | 5.53%  | 3,937    | 4,049.71  | 4,074.94 | 4,076.94 | 4,085.96 | 4,093.95 | 4,119.72 | 4,129.24 | 4,168.98 | 4,198.15 | 5,895.28 | 5,903.28  | 5,909.28 |           |          |
| | SDLP            | John Turnley   | 6.14%  | 4,376    | 4,379.12  | 4,379.12 | 4,381.12 | 4,381.16 | 4,381.45 | 4,522.85 | 4,603.25 | 4,605.25 | 4,748.66 | 4,751.14 |           |          |           |          |
| | Ulster Unionist | Samuel Steele  | 4.62%  | 3,294    | 3,358.74  | 3,377.88 | 3,381.88 | 3,394.81 | 3,427.19 | 3,459.73 | 3,473.18 | 3,533.35 | 3,589.79 |          |           |          |           |          |
| | Alliance        | Phelim O'Neill | 2.39%  | 1,701    | 1,713.87  | 1,715.03 | 1,717.03 | 1,718    | 1,721.29 | 2,095.67 | 2,868.38 | 2,878.83 |          |          |           |          |           |          |
| | Vanguard        | David Burnside | 2.11%  | 1,505    | 1,634.48  | 1,840.38 | 1,850.45 | 1,855.43 | 2,029.44 | 2,039.92 | 2,045.99 |          |          |          |           |          |           |          |
| | Alliance        | William Kelly  | 2.35%  | 1,672    | 1,685.26  | 1,688.74 | 1,720.13 | 1,720.96 | 1,732.3  | 1,997.08 |          |          |          |          |           |          |           |          |
| | NI Labour       | Patrick McHugh | 1.16%  | 830      | 840.14    | 841.88   | 989.22   | 989.43   | 994.22   |          |          |          |          |          |           |          |           |          |
| | Alliance        | James Miller   | 0.91%  | 651      | 671.67    | 676.6    | 680.6    | 681.46   | 682.24   |          |          |          |          |          |           |          |           |          |
| | Vanguard        | Thomas Seymour | 0.44%  | 315      | 478.8     | 606.11   | 609.11   | 609.58   |          |          |          |          |          |          |           |          |           |          |
| | NI Labour       | Robert Binnie  | 0.34%  | 240      | 246.24    | 247.69   |          |          |          |          |          |          |          |          |           |          |           |          |
| Électorat : 99,635 Valide : 71,249 (71.51%) Non valide : 1,040 Quota : 8,907 Participation : 72,289 (72.55%) |                 |                |        |          |           |          |          |          |          |          |          |          |          |          |           |          |           |          |